# 私は猫ストーカー
『私は猫ストーカー』は、浅生ハルミンによる日本のエッセイ。
2009年に映画化された。

## 概要
2005年に洋泉社から出版された。2008年には続編の『帰って来た猫ストーカー』が洋泉社から出版され、2013年に『私は猫ストーカー』『帰って来た猫ストーカー』を一冊に合わせた『私は猫ストーカー 完全版』が中公文庫から出版された。

## 書誌情報
- 単行本
  - 『私は猫ストーカー』2005年4月1日発売、洋泉社、ISBN 978-4896919110
  - 『帰って来た猫ストーカー』2008年12月2日発売、洋泉社、ISBN 978-4862483522
- 文庫
  - 『私は猫ストーカー 完全版』2013年1月23日発売、中公文庫、ISBN 978-4122057517

## 映画
2009年の日本のドラマ映画。鈴木卓爾監督、星野真里主演。

### あらすじ
猫を見かけると後を追わずにはいられない癖を持つ「猫ストーカー」のハルとその周囲の人々のありふれた日常を描く。

### キャスト
- 星野真里：ハル
- 江口のりこ：真由子
- 宮崎将：鈴木
- 品川徹：猫仙人
- 諏訪太朗：僧侶らしい男
- 寺十吾：編集者
- 岡部尚：健吾
- 麻生美代子：大家
- 徳井優：古本屋の主人
- 坂井真紀：古本屋の奥さん
- 瀬々敬久：植木に水をやる男
- 黒沢久子：猫に餌をやっている女

### スタッフ
- 監督：鈴木卓爾
- プロデューサー：越川道夫、小関智和
- エグゼクティブプロデューサー：多井久晃、菊池笛人
- 原作：浅生ハルミン
- 脚本：黒沢久子
- 撮影：たむらまさき
- 美術：小澤秀高
- 衣裳：宮本まさ江
- 編集：菊井貴繁
- アニメーション：大山慶、和田淳
- 音楽：蓮実重臣
- 音響設計：菊池信之
- 照明：平井元
- 装飾：松本良二
- 録音：清水修
- 助監督：松尾崇
- 製作委員会メンバー：ワコー、マクザム、天空

### 主題歌
- 『猫ストーカーのうた』

作詞：浅生ハルミン、鈴木卓爾
作曲・編曲：蓮実重臣
うた：岡村みどり & Glenn Miyashiro

### 受賞
- 第31回ヨコハマ映画祭新人監督賞（鈴木卓爾）
- 第64回毎日映画コンクール音楽賞（蓮実重臣）
- 第19回日本映画プロフェッショナル大賞作品賞（『私は猫ストーカー』）、新人監督賞（鈴木卓爾）